# تيتسوجي هاشيراتاني
تيتسوجي هاشيراتاني (柱谷 哲二) (ولد 15 يوليو 1964) هو لاعب كرة قدم ياباني سابق، شارك في كأس آسيا 1992 وكأس القارات 1995.

## روابط خارجية
- تيتسوجي هاشيراتاني على موقع الاتحاد الدولي (مؤرشف)  (الإنجليزية)
- تيتسوجي هاشيراتاني على موقع رابطة كرة القدم اليابانية للمحترفين (اليابانية)
- تيتسوجي هاشيراتاني على موقع قاعدة بيانات كرة القدم.إي يو (الإنجليزية)
- تيتسوجي هاشيراتاني على موقع ناشيونال فوتبول تيمز (الإنجليزية)
- تيتسوجي هاشيراتاني على موقع Soccerway.com (الإنجليزية)
- تيتسوجي هاشيراتاني على موقع عالم كرة القدم.نت (الإنجليزية)

1. ↑  "معلومات عن تيتسوجي هاشيراتاني على موقع id.ndl.go.jp". id.ndl.go.jp. مؤرشف من الأصل في 2019-10-07.
2. ↑  "معلومات عن تيتسوجي هاشيراتاني على موقع transfermarkt.com". transfermarkt.com. مؤرشف من الأصل في 2020-03-31.
3. ↑  "معلومات عن تيتسوجي هاشيراتاني على موقع data.j-league.or.jp". data.j-league.or.jp. مؤرشف من الأصل في 2016-09-15.

- National Football Teams
- Japan National Football Team Database